# 제18회 부천국제애니메이션페스티벌
제18회 부천국제애니메이션페스티벌은 2016년 10월 21일에 열린 시상식이다.

## 수상 및 후보

### 본상-대상 (장편)
- 손 없는 소녀 - 세바스찬 로덴바흐 수상

### 본상-대상 (단편)
- 비포어 러브 - 이고르 코발로프 수상

### 본상-대상 (학생)
- 더 노이즈 오브 릭킹 - 나디아 안드라세브 수상

### 본상-심사위원상 (장편)
- 나의 첫 번째 세계여행 - 앤 마리 플레밍 수상

### 본상-심사위원상 (단편)
- 블라인드 바이샤 - 테오도르 위셰브 수상

### 본상-심사위원상 (학생)
- 루빅 큐브 - 제니아 스미르노프 수상

### 본상-우수상 (장편)
- 너의 이름은. - 신카이 마코토 수상

### 본상-우수상 (단편)
- 누베스 - 사무엘 얄 수상
- 차가운 커피 - 스테파니 랑사크 수상

### 본상-관객상 (장편)
- 너의 이름은. - 신카이 마코토 수상

### 본상-관객상 (단편)
- 그랜드 슬램 오발리 - 로랑 키르허 수상

### 본상-관객상 (학생)
- 지우개 아버지 - 정서희 외 2명 수상

### 본상-TV&커미션드 (국내)
- 뾰족뾰족 포크 가족 - 김탁훈 수상
- 뾰족뾰족 포크 가족 - 고일준 수상

### 본상-TV&커미션드 (해외)
- 우당탕 마을 : 백 투 스쿨 - 뱅상 파타르 수상

### 본상-온라인 우수상
- Their Eyes - 손혜민 수상

### 특별상- 유광선 상
- 와인이 동화에 미치는 영향 - 마르타 젠나리 외 1명 수상
- 친절한 미자씨 - 이규리 수상

### 특별상-DHL DIVERSITY상
- 라디오 웨이브 - 미야지마 료타로 수상

### 특별상-빈스로드상
- 사고, 실수, 그리고 재난 - 제임스 커닝햄 수상

### 특별상-온라인 네티즌상 (해외)
- 다도 - 도나 엠 파르타 수상

### 특별상-온라인 네티즌상 (국내)
- Their Eyes - 손혜민 수상

### 장편경쟁부문
- 4월 25일, 갈리폴리 - 리안 풀리
- 손 없는 소녀 - 세바스찬 로덴바흐
- 우리집 멍멍이 진진과 아키다 - 조종덕
- 내 이름은 꾸제트 - 클로드 바라스
- 버드보이와 잊혀진 아이들 - 알베르토 바스케스 외 1명
- 윈도 호스 - 앤 마리 플레밍
- 너의 이름은. - 신카이 마코토

### 단편경쟁부문
- 끔찍한 시끌벅적 - 벤 오코너
- 버드 오브 프레이 - 엘레 브런트 외 1명
- 타블로-에이 - 마리오 토레시야스
- 구름들 - 디에고 마클린
- 시스터 - 데이비드 숀토스
- 누베스 - 사무엘 얄
- 새들 - 에밀리앙 다보
- 차일드 드림 - 크리스토프 제랄드
- 앤드게임 - 필 멀로이
- 내 머릿속 총알 - 오로르 퓨피에
- 비포 러브 - 이고르 코발로프
- 리틀 씽 - 오르 칸 토르
- 인 어 케이지 - 로익 브뤼예르
- 플라네모 - 벨코 포포비치
- 저 멀리서 - 플로리안 그로릭
- 오토 - 욥 로게빈 외 2명
- 나는 여기에 - 에오인 더피
- 파리 세 마리 - 마리아 알바레스 외 1명
- 베이루트 98년 - 엘리 대거
- 내 안의 괴물 - 이태영
- 스프링 잼 - 네드 웬록
- 빅 버니 어게인 - 에밀리 피자르
- 소녀 - 스티븐 서보트닉
- 악마의 계획 - 알랭 가뇰 외 1명
- 후추 - 김정현
- 주목나무의 빨강빛 - 마리-엘렌 투르코트
- 유토파 - 다나카 다카히로
- 긴 휴가 - 캐롤라인 누게-부르샤
- 어 코트 메이드 다크 - 잭 오셰어
- 사라진 머리 - 프랭크 디온
- 사고, 실수, 그리고 재난 - 제임스 커닝햄
- 차가운 커피 - 스테파니 랑사크
- O - 에릭오
- 탱고 - 프란시스코 구쏘 외 1명
- 구름을 길들이는 사람 - 줄리 렘보빌 외 1명
- 정글 택시 - 김학현
- 블라인드 바이샤 - 테오도르 위셰브
- 굴뚝 청소 - 줄리 렘보빌 외 1명
- 멧돼지 - 벨라 세데르케니
- 피그테일 - 이타즈 요시미
- 그랜드 슬램 오발리 - 로랑 키르허
- 에릭 사티의 빠라드 - 야마무라 코지

### 학생경쟁부문
- 원스 어 폰 어 라인 - 알리샤 자시나
- 아르제나 발레니페라 - 안나 시레치 외 2명
- 조개의 이면 - 오윤재
- 당신은 예술입니까 - 킴벌리 베르크모에스
- 무한의 불 - 이토 게이고
- 사자춤 - 팀 패틴슨 외 1명
- 루빅 큐브 - 제니아 스미르노프
- 마이크로프트 - 셀레스틴 플레이 외 1명
- 코너 - 루치아 믈즈략
- 여자아이 - 보니 포사이스
- Feed - 오카자키 에리
- 목격자 - 휴고 리조 외 2명
- 무저갱 - 김지현
- 더 노이즈 오브 릭킹 - 나디아 안드라세브
- 러브 스토리 - 아누스카 키샤니 나나야까라
- 어글리 프리티 하트 - 그레고리 카사레스
- 마지막에 일어난 일 - 헨릭 달브링
- 풍경화 - 여경민
- 라디오 웨이브 - 미야지마 료타로
- 이것은 애니메이션이 아니다 - 페드리코 켐케
- 분만의 순간 - 에밀리 샤피로
- 나는 짐승이다 - 미할리나 무잘리크
- 변형 - 헤닝 토마스
- 애정결핍 - 가부키 사와코
- 가변기하학 - 마리-브륀 드 샤세
- 해피 엔드 - 얀 사스카
- 조립 라인 - 우디 세메스
- 잘못된 판단 - 테리 매튜스
- 와인이 동화에 미치는 영향 - 마르타 젠나리 외 1명
- 11월 - 마르졸렌 페르텐
- 앙케이트 - 기노시타 에리
- 당근수프와 함께한 화요일 - 김정희 외 2명
- 이클립스 - 제럴드 청
- 첼라 드라이브 - 아델 한 리
- 새벽이 올 때까지 - 이수현
- 손 안의 정원 - 우메무라 하루카
- 시모어 - 론리 네메스
- 썸웨어 - 멜로디 불리시에르
- 가뭄 - 아그네 쿱쉬테 외 1명
- 하얀침묵 - 김효미
- 야옹 - 마렉 자산
- 고도를 높이다 - 크리스틴 커리어
- 쓰레기 전투 - 앨리스 후
- 커피 마스터의 속마음 - 오마야 에리카
- 지우개 아버지 - 정서희 외 2명
- 마스터 캣 - 마고 로시오 외 3명
- 히어애프터 - 나탈리아 아제베도 안드라지
- 친절한 미자씨 - 이규리
- 슬픔이여 안녕 - 린 잉유
- 계속해서… - 사비나 킴 외 1명
- 미로같은 - 안야 그로스빅
- 반짝반짝 - 박효선
- 침묵이란 무엇인가 - 패트릭 버
- 비욘드 - 밀란 코파즈
- 휴고 붐펠트 - 에바 카틴카 보그나르

### TV&커미션드경쟁부문
- 바베 - 베흐자드 파라핫
- 크링-크링 - 아이리스 알렉상드르
- 클라이맥스 : 마켓 가드너 - 클레망스 강딜로
- 고고 기와스 - 카오 이펑
- 쓰담쓰담 동물원 프렌쥬 - 한창훈
- 포레스트 500 - 모스 콜렉티브
- 모던 러브 - 모스 콜렉티브
- 아더 - 제피그 르 바스
- 영역확장 - 클레오파트라 코레
- 페이퍼 포트 - 알바로 세피 외 1명
- 세계를 품다 - LWZ
- 결정해 줄래 - 루 풀리치
- 태양소년 에스테반 시즌3 - 장-뤽 프랑수와
- 놀라운 딱정벌레의 색깔 - 인드라 스프로지
- 헤이 더기-테디 베어 뱃지 - 그랜트 오처드
- 매직어드벤처-더 크리스털 오브 다크, 에피소드1 - 김진철
- 라자스탄 여행사 - 수레쉬 에리얏
- 싸움소 락희 - 조범진
- E001 코킨 - 이브 구잘 외 1명
- 뾰족뾰족 포크가족 - 김탁훈
- 책을 모으는 왕 - 벨라 세데르케니
- 언내추럴 - 마르코 산체스
- 날으는 다람쥐-사막의 아들 - 알레한드로 로페즈 그라나도스 외 2명
- 우당탕 마을 : 백 투 스쿨 - 뱅상 파타르

### 온라인경쟁부문
- 블루 하니 - 콘스탄스 졸리프 외 2명
- 다도 - 도나 엠 파르타
- 자아 - 초 페이신
- 행잉 - 닉 르돈
- 라스트 저지먼트 - 샤오 준이
- 어 맨 콜드 맨 - 가이 샤르노
- 시 - 첸 시 외 1명
- 펀치! 펀치!! - 친 펑
- 퇴근 시간 - 최혜진
- 공포의 숲 - 수 자이
- Their Eyes - 손혜민
- 세탁소에서 - 오스카 오브리
- 윈스턴 - 위리아 외 2명
- 위로 - 류선희

### 초청장편
- 하이큐!! 끝과 시작 - 미츠나카 스스무
- 극장판 하이큐 - 승자와 패자 - - 미츠나카 스스무
- 시간을 달리는 소녀 리마스터드 - 호소다 마모루
- 서울역 - 연상호

### 특별전: 더 프렌치 이어 (화이트/레드/블루 3색)
- 페르세폴리스 - 뱅상 파로노드 외 1명
- 레이징 블루스 - 리오넬 메튜 외 1명
- 메이 링 - 스테파니 랑사크
- 비참한 최후 - 오스만 세르폰
- 붉은 강 - 스테파니 랑사크
- 나의 분신 - 칼뱅 앙트완 블랑딘
- 스마트 몽키 - 니콜라스 파브워프스키 외 1명
- 수도사와 물고기 - 마이클 두독 드 비트
- 위대한 이주 - 우리 체렌코브
- 세상의 끝에서 - 콘스탄틴 브론지트
- 해피 엔딩으로 끝나는 슬픈 이야기 - 레지나 페소아
- 양귀비의 연회 - 웨이 하방
- 재수없는 날 - 쟝-루프 펠리시오리 외 1명
- 센스 오브 터치 - 쟝-찰스 엠보띠 마로로
- 36000년 후 - 실비 레오나드 외 15명
- 사샤의 북극 대모험 - 레미 샤예
- 누볼레, 마니 - 시몬느 마씨
- 여정의 자화상 - 바스티앙 두보아
- 위대한 토끼 - 와다 아츠시
- 개들이 삶을 마감하는 곳 - 스벳라나 필리포바
- 하얀 늑대 - 피에르-뤽 그란종
- 트램 - 미카엘라 파브라토바
- 파란 방 - 토마시 시윈스키
- 선데이 런치 - 셀린느 드보

### 특별전: 더 프렌치 이어 (프랑스 시(時) 애니메이션)
- 새의 슬픔 - 마리 라리베 외 1명
- 졸업 - 릴라 푸셋
- 무성한 숲 - 벌큐 산커 외 1명
- 훌륭한 핏줄 - 아르멜 르낙
- 잠자는 당나귀 - 캐롤라인 르페브르
- 나와 같은 나 - 마리옹 오뱅
- 공책의 어느 한 장 - 마리옹 라코트
- 바보 - 양 청후아
- 등대지기는 새를 좋아해 - 클레멍 드 라이테르
- 불행한 단봉낙타 - 모르간느 르 페숑
- 예술학교 - 앤 휑
- 휴식 - 마린 빌랭
- 거의 - 멜리아 길손
- 모서리 - 찰리 블랑
- 미라보 다리 - 마저리 콥
- 조난 신호 - 캐롤라인 쉐리에
- 가을 - 위고 드 포콩프레
- 변화 - 로익 에스푸슈
- 새가 노래하네 - 매튜 고리우
- 동물우화집 - 플로랑 그라테리
- 광인들에게 - 어거스틴 귀쇼
- 식사 - 에밀리에 푸옹
- 도시와 마음 - 안느-소피 레이몬드
- 우편엽서 - 파비엔느 하버나르
- 나의 유년시절을 기억하네 - 마리 드 라파렌트
- 곡마단 - 판 웬 외 1명

### 특별전: 더 프렌치 이어 (실뱅 쇼메 전작전)
- 노부인과 비둘기 - 실뱅 쇼메
- 벨빌의 세 쌍둥이 - 실뱅 쇼메
- 심슨 - 더 카우치 개그 - 실뱅 쇼메
- 일루셔니스트 - 실뱅 쇼메
- 카르멘 - 실뱅 쇼메
- 마담 프루스트의 비밀정원 - 실뱅 쇼메

### 특별전: 안시2016 수상작
- 모던 러브 - 모스 콜렉티브
- 페리페리아 - 다비드 코쿠아르-다소
- 리플렉션 오브 파워 - 미하이 그레쿠
- 스템 - 에인슬리 헨더슨
- 발코니 - 데이비드 덴데라
- 길지만, 길지않은 - 미쉘 크라노트 외 1명
- 블라인드 바이샤 - 테오도르 위셰브
- 프랭크푸르터 스트리트 99에이 - 예브게니아 고스트레르
- 미스터 샌드 - 수트킨 베르스테켄
- 사라진 머리 - 프랭크 디온

### BIAF키즈
- 바다 탐험대 옥토넛 시즌4: 아슬아슬 구조대작전 - 다라 오코넬
- 쾌걸 조로리: 우주의 용사들 - 이와사키 토모코

### 애니 투게더
- 앵그리버드 더 무비 - 퍼갈 레일리 외 1명
- 몬스터 호텔 2 - 젠디 타타코브스키
- 매직어드벤처-더 크리스털 오브 다크 - 김진철
- 마이펫의 이중생활 - 크리스 리노드
- 울트라맨 X 극장판 - 타구치 키요타카
- 뽀롱뽀롱 뽀로로 6기 - 신창환
- 플라워링 하트 - 이우진
- 케이온 더 무비 - 야마다 나오코
- 신비아파트 : 고스트 볼의 비밀 - 김병갑
- 레전드히어로 삼국전 : 삼고초려EX - 전재훈
- 꼬마버스 타요 4기 - 송인욱